# Julie Augustyniak
Julie Augustyniak (* 1. Februar 1979 in Peachtree City, Georgia) ist eine ehemalige US-amerikanische Fußballspielerin, die während ihrer Zeit in Deutschland zwei Titel gewann.

## Karriere
Bereits im Jugendalter spielte sie Fußball für das Team der McIntosh High School im gleichnamigen County in Georgia. Während ihres Studiums in Clemson spielte sie von 1997 bis 2000 für das Sport-Team der Clemson University, den Clemson Tigers, Fußball.
Im Jahr 2000 erfolgte die Nachwuchsrekrutierung für das Fußballfranchise Atlanta Beat für die Women’s United Soccer Association. Mit der Mannschaft erreichte sie in allen drei Spielzeiten die Ausscheidungsspiele und erreichte zweimal das Finale, das jeweils verloren wurde.
Im Januar 2004 wurde sie vom 1. FFC Turbine Potsdam für ein halbes Jahr unter Vertrag genommen. In der Bundesliga debütierte sie am 7. März 2004 dem letzten Spieltag der Hinrunde bei der 0:3-Niederlage im Heimspiel gegen den 1. FFC Frankfurt mit Einwechslung für Franziska Liepack ab der 66. Minute. Eine Woche später erzielte sie beim 6:0-Sieg im Auswärtsspiel gegen den SC Freiburg mit dem Treffer zum 5:0 in der 79. Minute ihr einziges Bundesligator – elf Minuten nach ihrer Einwechslung. Mit ihren insgesamt sechs Punktspielen trug sie zur Meisterschaft bei. Im Wettbewerb um den nationalen Vereinspokal kam sie am 29. Mai 2004 im Olympiastadion Berlin – als Vorspiel zum Männerfinale – vor 30.000 Zuschauern im Gegensatz zu ihrer Schwester Nancy nicht zum Einsatz, darf sich als Teil der Mannschaft dennoch als Pokalsieger bezeichnen.
Nachdem sie am Saisonende ein halbes Jahr lang ohne Verein geblieben war, schloss sie sich dem VfL Wolfsburg an, für den sie jedoch zu keinem Einsatz kam. Gemeinsam mit ihrer Schwester kehrte sie in die Vereinigten Staaten zurück und gehörte ein halbes Jahr den FC Indiana Lionesses an. Die Spielzeit 2006 bestritt sie abschließend für das Frauenteam der Atlanta Silverbacks, bevor sie ihre Karriere beendete.

## Erfolge
- WPSL-Meister 2005 (mit den FC Indiana Lionesses)
- Deutscher Meister 2004 (mit dem 1. FFC Turbine Potsdam)
- DFB-Pokal-Sieger 2004 (mit dem 1. FFC Turbine Potsdam)
- US-Meisterschafts-Finalist 2001, 2003, -Halbfinalist 2002 (mit Atlanta Beat)

## Sonstiges
Ihre eineiige Zwillingsschwester Nancy ging fußballerisch denselben Weg – bis auf die Zeit ohne Verein –, bevor sich ihre Wege nach der Zeit bei den FC Indiana Lionesses trennten. In ihren 13 Punktspielen für den 1. FFC Turbine Potsdam spielten sie sechsmal gemeinsam.